# Calle San José (Sevilla)
La calle San José es una vía pública de la ciudad española de Sevilla.

## Descripción
La vía nace de la plaza de Nuestro Padre Jesús de la Salud, donde conecta con las calles Muñoz y Pabón y Conde de Ibarra, y discurre luego hasta la calle Santa María la Blanca, a la que se une a la altura de Ximénez de Enciso y del palacio de Altamira. Debe el título al convento de San José del Carmen. Aparece descrita en la Noticia histórica del origen de los nombres de las calles de esta ciudad de Sevilla (1839) de Félix González de León con las siguientes palabras:

Calle de san José. Es del cuartel B. y de la ayuda de parroquia de santa Maria la Blanca, y toma el nombre del convento de Mercenarios Descalzos dedicado al patriarca san José, que estaba fundado por ella. Los Mercenarios Descalzos entraron en Sevilla el año de 1604, y no habiendo sido posible conseguir licencia del arzobispo para fundar convento, el general fray Alonso Monrroy discurrió otro medio, que fué introducirse en el colegio de san Laureano recien fundado por los Mercenarios Calzados, para que se lo aplicasen à los Descalzos; pero halló su repulsa de parte de aquellos y todo lo que pudo conseguir fué habitar en union las dos comunidades, causa de discordias entre ambas. Así estuvieron hasta el año de 1607, en que por capítulo general que celebró la órden se les adjudicó el colegio mandando salir á los Calzados; pero esto no tuvo efecto y huvo tales novedades, que los descalzos volvieron á pretender con todo empeño la licencia para fundar en otro sitio; mas el dean y cabildo sede vacante, se la negó, y huyó la cara á varios empeños que el ayuntamiento y otros particulares le hicieron para que la concediese. El año siguiente de 1610, tomó posecion del arzobispado don Pedro de Castro y Quiñones, y al instante los padres Descalzos entablaron su pretencion; pero hallaron la misma y una mayor repulsa que los anteriores; negándose el prelado con respuestas muy firmes á todas las recomendaciones y empeños de los religiosos. Entre tanto el año que siguió de 1611 fueron obligados á dejar el colegio de san Laureano para que se quedasen solos los calzados, y no tuvieron otro recurso que pasarse á una casa que habian comprado, donde ahora está el convento, y allí se establecieron con pretesto de hospederia y enfermeria, sin tener iglesia, ni sacramentos, para lo cual no necesitaban licencia de los ordinarios, segun sus privilegios pontificios. Desde esta casa, no teniendo forma de adquirir las licencias, entablaron su pretension en Roma y en la congregacion de cardenales que trata de los obispos; y obtuvieron comision para el Nuncio de España; el cual despues de varios lances les dió por último la licencia á 10 de diciembre de 1613, y apareció su iglesia pública con Sacramento el dia 20 del propio mes y año. Este fué el modo con que se introdujo esta religion en sevilla, despues de vencer tantas dificultades. Desde entonces empezaron á edificar convento é iglesia la cual se acabó (como hoy está) y se estrenó por el mes de abril de 1636, que es mediana en su tamaño, pero bonita en su hechura. En el año de 1810 por la entrada de los franceses fué como todos estinguido este convento y casi arruinada su iglesia, pero despues de la restauracion de la ciudad volvieron á él sus religiosos, lo renovaron y estrenaron la iglesia el dia 29 de enero de 1818, y permanecieron en él hasta el dia 7 de setiembre de 1835, que se realizó la esclaustracion general de todas las religiones; mas la iglesia permanece de uso para el culto, como capilla de parroquia, y el convento es casa de vecinos. La portada que está en la plazoleta del mismo nombre, es de ladrillo cortado, con varios santos de yeso, y su primer cuerpo forma un pequeño àtrio con arcos cerrados de rejas. La calle es angosta y pasa desde la de Madre de Dios, á la plaza de santa Maria la Blanca.
(González de León, 1839, pp. 340-341)